# Шань Са
Шань Са (фр. Shan Sa, кит. 山飒, собственно 阎妮 Yan Ni, род. 26 октября 1972 года, Пекин) — французская писательница китайского происхождения.

## Биография и творчество
В 12 лет получила первую премию на Китайском поэтическом конкурсе для детей. В 1986—1990 годах занималась в лицее при Пекинском университете. Выпустила три книги стихов и сборник новелл, в 1987 году стала самым молодым членом Пекинского союза писателей. После кровавых событий на площади Тяньаньмэнь уехала в 1990 году по гранту французского правительства в Париж к отцу, профессору Сорбонны. В 1992—1994 училась философии в Католическом университете.
В 1994—1996 годах была секретарём Бальтюса, жена художника, Сэцуко, приобщала девушку к японской культуре. За время этой работы был написан на французском языке роман «Врата Небесного Спокойствия» (1997, Гонкуровская премия за роман-дебют). Последующие романы также были отмечены наградами: «Четыре жизни плакучей ивы» (1999) — премией знаменитого столичного ресторана Липп, «Играющая в го» (2001) — Гонкуровской премией лицеистов и американской премией Кирияма, «Императрица» (2003) — премией читателей «Карманной книги».

## Псевдоним
Псевдоним писательницы «Шань Са» означает «дуновение горного ветерка».

## Произведения (на французском языке)
- 1997 — Porte de la paix céleste
- 1999 — Les Quatre vies du saule
- 2000 — Le Vent vif et le glaive rapide, книга стихотворений
- 2001 — La Joueuse de go (драма на основе романа поставлена в 2007 году в Гамбурге)
- 2002 — Le Miroir du Calligraphe, живопись, каллиграфия, стихи
- 2003 — Impératrice
- 2005 — Les Conspirateurs
- 2006 — Alexandre et Alestria
- 2010 — La cithare nue

## Публикации на русском языке
- «Играющая в го». М.: Текст, 2005.
- «Врата Небесного спокойствия». М.: Текст, 2006.
- «Императрица». М.: Олма-Пресс, 2006 (исторический роман об императрице У).
- «Конспираторы». М.: Текст, 2008.
- «Александр и Алестрия». М.: Текст, 2008.
- «Четыре жизни ивы». М.: Текст, 2010.
- «Обнаженная цитра» (готовится к изданию)

## Признание
Книги Шань Са переведены на английский, немецкий, итальянский, испанский, португальский, каталонский, нидерландский, шведский, чешский, польский, румынский, венгерский, македонский, сербский, хорватский, словенский, болгарский, турецкий, китайский, японский, корейский, вьетнамский, тайский, бирманский, иврит, арабский, русский, украинский языки.
Награждена Орденом Искусств и литературы (2009) и Орденом «За заслуги» (2011).

## Другие занятия
Шань Са также занимается живописью, её выставки прошли в Париже и Нью-Йорке.
В 2007 году Шан Са составила на французском языке трехтомную антологию «Цветник китайской мысли» для издательства Presses du Châtelet.